# NGC 7688
NGC 7688 (również PGC 71648) – galaktyka soczewkowata (S0), znajdująca się w gwiazdozbiorze Pegaza. Odkrył ją Otto Struve 12 października 1865 roku. Niezależnie odkrył ją Christian Peters 13 października tego samego roku.